# 海乃月雫
海乃 月雫 (うみの つきな) は、日本の女子プロレスラー、元俳優。旧リングネームは「塚田 しずく（つかた しずく）」。

## 経歴
大学の演劇研究会に所属。その後、大学を中退し、劇団スーパー・エキセントリック・シアターの研究生となる。同所を卒業し、以降フリーで舞台を中心に活動。
現在はマーダーミステリー専門店「シンジュクジンチ」所属のゲームマスターでもある。

### プロレスリングWAVE
2020年
- 9月1日 新木場1stRINGでの『NAMI☆1～Sep.～’20』にて、ZABUN会長のGAMIより「ものすごくうれしいお知らせがあります。5年待ちました、WAVEに新人が入ります。[2]」と10月より練習生としてWAVEに入団することが発表された。

2021年
- 3月24日 レッスル武闘館での『コンプライアンスwave〜The Final〜』にて、桜花由美とのエキシビションマッチを行い、GAMIの「WAVE史上最低の仕上がり具合ですが、このまま練習生を続けさせるより、WAVEの職人軍団の中で実戦で鍛え上げていきます。成長を厳しく見守り下さい。」との発言で4月1日のデビュー戦が決定。
- 4月1日 新宿FACEでの「PHASE2 Reboot 2nd『NAMI☆1～Apr.～'21』」にて、対高瀬みゆき戦でプロレスデビュー。ぐるぐるパンチを繰り出すも12分54秒極楽固めでギブアップ。[3]
- 4月23日、コレガプロレスに参戦。初他団体参戦であり、デビュー1ヶ月以内での「X」としての参戦となった。
- 8月22日の後楽園ホール大会で藤本つかさと対戦し、ミサイルキックで敗れる。この試合を最後に「外傷性肺気胸」のため欠場に入る。
- 9月24日、団体側より、精神疾患によりドクターストップとなりプロレスの継続が困難なため、22日付で退団及びプロレスラーを廃業したことを発表した[4]。

### アイスリボン
2022年
- 11月27日、アイスリボンSKIPシティ大会のオープニングに登場し、アイスリボンにて「海乃月雫（うみのつきな）」のリングネームで再デビューすることを発表[5]。
- 12月4日、アイスリボン 176BOX大会にて星ハム子とのタッグで再デビュー（対戦相手は朝陽＆櫻井裕子）[6]。
- 12月31日、後楽園ホールにて、キクから勝利を上げ自身のキャリア初勝利となる。フィニッシュは田村欣子から直伝されたトモレクラッチであった[7]。

2023年
- 1月7日、道場マッチにて、谷もも、しゃあと対戦。3wayで初勝利を収める。
- 1月8日、川口SKIPシティにて、雫有希と対戦。雫コントラ雫の試合となり、敗者は一定期間“雫”が没収されることとなった。雫のアルゼンチンバックブリーカーでギブアップし、リングネームが「海乃月」となった。
- 1月21日、道場マッチにて、咲蘭と対戦。フィッシャーマンズ・スープレックスで勝利。シングル初勝利を収める。
- 1月29日、新木場1stRingにて愛い姫と対戦。9分6秒でフィッシャーマンズ・スープレックスで勝利。自身のキャリアで初めてのデビュー戦の相手となった。
- 4月29日、生野区区民センターにて雫有希と対戦。11分32秒で直伝トモレクラッチで勝利。雫奪還に成功し、リングネームが「海乃月雫」へ戻った。
- 6月11日、レッスル武闘館にて雫有希とブルアーマーリングサービスが管理するSpunky選手権を賭けて対戦。自身のキャリア初のベルト挑戦も敗北。
- 7月17日、横浜ラジアントホールにて、ICE×∞王座第36代王者、YuuRIから逆指名を受けるも拒否[8]。
- 10月4日、精神疾患により無期限休業を発表[9]。11月3日に復帰。

2024年
- 8月23日、後楽園ホールにて、ICE×∞に初挑戦。

2025年
- 1月3日、レッスル武闘館にて試合中に鎖骨骨折。長期欠場に入る。
- アイスリボン公式YouTubeにおいて、毎週金曜日１２時から、海乃のツキナイ話としてトークコーナーを担当。

## 人物
- 人生初観戦のプロレス会場で一目惚れし、練習生になりたいと直談判しwaveに入団。[10]。
- 海乃月雫として再デビューした際のコスチュームは自作。
- 「双極性障害」と診断を受けている。
- 賄いが食べたいという理由で寿司屋でバイトしている。

## 得意技
直伝トモレクラッチ
変形ラ・マヒストラル。田村欣子から継承。
フィッシャーマンズ・スープレックス
ミサイルキック
スワンダイブ式ミサイルキック
クレイモア